# Pachyballus
Genre
Pachyballus est un genre d'araignées aranéomorphes de la famille des Salticidae.

## Distribution
Les espèces de ce genre se rencontrent en Afrique subsaharienne sauf Pachyballus gambeyi de Nouvelle-Calédonie.

## Liste des espèces
Selon World Spider Catalog (version 21.0, 11/07/2020) :
- Pachyballus caelestis Wesołowska, Azarkina & Wiśniewski, 2020
- Pachyballus castaneus Simon, 1900
- Pachyballus flavipes Simon, 1910
- Pachyballus gambeyi (Simon, 1880)
- Pachyballus miniscutulus Wesołowska, Azarkina & Wiśniewski, 2020
- Pachyballus mombasensis Wesołowska, Azarkina & Wiśniewski, 2020
- Pachyballus ornatus Wesołowska, Azarkina & Wiśniewski, 2020
- Pachyballus transversus Simon, 1900
- Pachyballus variegatus Lessert, 1925

## Publication originale
- Simon, 1900 : Descriptions d'arachnides nouveaux de la famille des Attidae. Annales de la Société Entomologique de Belgique, vol. 44, p. 381-407 (texte intégral).